# Robert Van de Walle
Robert Van de Walle (Ostende, 20 de mayo de 1954) es un deportista belga que compitió en judo.
Participó en cinco Juegos Olímpicos de Verano entre los años 1976 y 1992, obteniendo dos medallas, oro en Moscú 1980 y bronce en Seúl 1988. Ganó siete medallas en el Campeonato Mundial de Judo entre los años 1979 y 1989, y diecisiete medallas en el Campeonato Europeo de Judo entre los años 1976 y 1988.

## Palmarés internacional
| Juegos Olímpicos   | Juegos Olímpicos          | Juegos Olímpicos  | Juegos Olímpicos |
| Año                | Lugar                     | Medalla           | Categoría        |
| ------------------ | ------------------------- | ----------------- | ---------------- |
| 1980               | Moscú ( URSS)             | Medalla de oro    | –95 kg           |
| 1988               | Seúl (Corea del Sur)      | Medalla de bronce | –95 kg           |
| Campeonato Mundial |                           |                   |                  |
| Año                | Lugar                     | Medalla           | Categoría        |
| 1979               | París (Francia)           | Medalla de plata  | –95 kg           |
| 1981               | Maastricht (Países Bajos) | Medalla de plata  | –95 kg           |
| 1981               | Maastricht (Países Bajos) | Medalla de bronce | Abierta          |
| 1983               | Moscú ( URSS)             | Medalla de bronce | –95 kg           |
| 1983               | Moscú ( URSS)             | Medalla de bronce | Abierta          |
| 1985               | Seúl (Corea del Sur)      | Medalla de bronce | –95 kg           |
| 1989               | Belgrado (Yugoslavia)     | Medalla de bronce | –95 kg           |
| Campeonato Europeo |                           |                   |                  |
| Año                | Lugar                     | Medalla           | Categoría        |
| 1976               | Kiev (URSS)               | Medalla de plata  | –93 kg           |
| 1977               | Ludwigshafen (RFA)        | Medalla de plata  | –95 kg           |
| 1977               | Ludwigshafen (RFA)        | Medalla de bronce | Abierta          |
| 1978               | Helsinki (Finlandia)      | Medalla de bronce | –95 kg           |
| 1979               | Bruselas (Bélgica)        | Medalla de plata  | –95 kg           |
| 1979               | Bruselas (Bélgica)        | Medalla de bronce | Abierta          |
| 1980               | Viena (Austria)           | Medalla de bronce | –95 kg           |
| 1980               | Viena (Austria)           | Medalla de oro    | Abierta          |
| 1981               | Debrecen (Hungría)        | Medalla de bronce | –95 kg           |
| 1983               | París (Francia)           | Medalla de bronce | –95 kg           |
| 1983               | París (Francia)           | Medalla de plata  | Abierta          |
| 1984               | Lieja (Bélgica)           | Medalla de plata  | –95 kg           |
| 1984               | Lieja (Bélgica)           | Medalla de bronce | Abierta          |
| 1985               | Hamar (Noruega)           | Medalla de oro    | –95 kg           |
| 1986               | Belgrado (Yugoslavia)     | Medalla de oro    | –95 kg           |
| 1987               | París (Francia)           | Medalla de bronce | –95 kg           |
| 1988               | Pamplona (España)         | Medalla de bronce | –95 kg           |